# Barnstable Great Marsh Wildlife Sanctuary
Das Barnstable Great Marsh Wildlife Sanctuary ist ein 113 Acres (45,7 ha) großes Schutzgebiet bei Barnstable im Bundesstaat Massachusetts der Vereinigten Staaten. Es wird von der Massachusetts Audubon Society verwaltet.

## Schutzgebiet
Das Schutzgebiet ist Bestandteil eines insgesamt 3.800 Acres (15,4 km²) umfassenden Systems aus Salzwiesen und Strandwällen am Sandy Neck, das für die Region von großer ökologischer Bedeutung ist. 1,5 mi (2,4 km) Wanderwege führen an zwei Seen entlang und durch einen Eichenwald. Im Schutzgebiet leben im Winter drei Eulenarten, während es im Sommer Brutgebiet für fünf Schildkrötenarten ist. Es bietet darüber hinaus einen Lebensraum für Kornweihen, Schnepfen, die von der IUCN als gefährdet eingestufte Spitzschwanzammer sowie Schlammtreter.